# Aurélia Beigneux
Aurélia Beigneux (ur. 2 czerwca 1980 w Rillé) – francuska polityk i samorządowiec, posłanka do Parlamentu Europejskiego IX kadencji.

## Życiorys
Pracowała zawodowo jako asystentka farmaceuty, została też dyrektorem przedsiębiorstwa Epinorpa. Od 2009 związana z Frontem Narodowym (w 2018 przekształconym w Zjednoczenie Narodowe). W 2014 wybrana na radną Hénin-Beaumont. Nowo wybrany mer Steeve Briois powierzył jej funkcję swojego zastępcy do spraw społecznych. W 2015 Aurélia Beigneux została dodatkowo radną departamentu Pas-de-Calais.
W wyborach w 2019 uzyskała mandat eurodeputowanej IX kadencji.